# Strobilanthes walkeri
Strobilanthes walkeri är en akantusväxtart som beskrevs av George Arnott Walker Arnott och Christian Gottfried Daniel Nees von Esenbeck. Strobilanthes walkeri ingår i släktet Strobilanthes och familjen akantusväxter. Utöver nominatformen finns också underarten S. w. macrosperma.